# Edmund Holland, IV conte di Kent

Stemma di Edmund Holland

Edmund Holland (6 gennaio 1384 – 15 settembre 1408) è stato un nobile inglese, quarto conte di Kent.

## Biografia
Era figlio di Thomas Holland, II conte di Kent e Alice Fitzalan. Per via materna discendeva dalla reale stirpe dei Lancaster.
Succedette a suo fratello Thomas Holland, I duca di Exeter, morto senza figli maschi, il 7 gennaio 1400.
Sposò a St. Mary Overy, nel Southwark, il 24 gennaio 1406 Lucia Visconti (c. 1370 - 4 aprile 1424), figlia di Bernabò Visconti, signore di Milano. Dal matrimonio però non nacquero eredi.
Holland ebbe una relazione con Costanza di York da cui ebbe una figlia illegittima:
- Eleanor de Holland (c.1406-?) che sposò James Tuchet, V barone Audley.

Rimase ucciso nella battaglia di Île-de-Bréhat il 15 settembre 1408.